# مسجد صخره‌ای چراغیل ۲
مسجد صخره‌ای چراغیل ۲ مربوط به سده‌های میانه و متاخر دوران‌های تاریخی پس از اسلام است و در شهرستان آذرشهر، بخش حومه، دهستان قبله داغی، روستای چراغیل واقع شده و این اثر در تاریخ ۶ اسفند ۱۳۸۵ با شمارهٔ ثبت ۱۷۴۹۹ به‌عنوان یکی از آثار ملی ایران به ثبت رسیده است.